# 서대문 아트홀
서대문 아트홀은 서울특별시 서대문구 미근동에 있었던 단관 전용 영화관이다. 처음에는 화양 극장이라는 이름을 사용했었고 드림 시네마(Dream Cinema)로 바뀌었다가 2009년 5월부터 이 이름을 사용하고 있다. 2012년 7월 11일에 폐관하고 메가박스 은평관으로 이전했다가, 2013년 2월 27일 중구 충정로1가 문화일보홀로 다시 이전하여 운영 중이다. 서대문역 5번 출구로 나온 후 정동네거리 방향으로 가면 있다. 예전 상영관은 서대문역 8번 출구 앞에 있었으며, 현재 이 자리에는 신라스테이가 들어서 있다.